# Федеральная судебная система США
Федеральные суды США (англ. Federal judiciary) — органы судебной власти США федерального уровня. Федеральные суды в США существуют параллельно с судебными системами штатов. К ним относятся специализированные и общие федеральные суды, апелляционные суды, Верховный суд. К компетенции федеральных судов относятся споры по вопросам, регулируемым федеральными законами, Конституцией США. Существует круг вопросов, отнесённых к исключительной компетенции штатов. Споры по таким вопросам не могут рассматриваться в федеральных судах.

## Федеральные суды
Федеральная судебная система включает три уровня. На нижнем уровне находятся федеральные районные и специализированные суды. На втором уровне находятся федеральные апелляционные суды. Высшей апелляционной инстанцией является Верховный суд США. В отличие от апелляционных судов, он принимает дела на своё усмотрение. Из многих тысяч дел, подаваемых в Верховный суд, принимаются только порядка сотни самых важных дел.

### Суды, входящие в систему судебной ветви власти

#### Верховный суд
Верховный суд — высшая судебная инстанция. Обычно рассматривает дела в порядке апелляции, но по очень ограниченному перечню дел, определённому Конституцией, также выступает в качестве суда первой инстанции.

#### Окружные суды
Федеральные окружные суды представляют собой систему судов в рамках федеральной судебной системы. Они являются судами первой инстанции, уполномоченными на рассмотрение дел ограниченной юрисдикции по гражданским и уголовным делам. Вся страна поделена на 94 судебных района, которым соответствует 12 территориальных апелляционных округов, плюс федеральный апелляционный округ. С каждым федеральным районным судом связан суд по делам о несостоятельности (англ. United States Bankruptcy Courts).

#### Окружные апелляционные суды
12 апелляционных судов рассматривают апелляции на решения федеральных окружных судов: 11 окружных апелляционных судов (1-й, 2-й, 3-й, 4-й, 5-й, 6-й, 7-й, 8-й, 9-й, 10-й, 11-й) и апелляционный суд округа Колумбия.

#### Апелляционный суд по федеральному округу
Апелляционный суд по федеральному округу (англ. United States Court of Appeals for the Federal Circuit, сокращение Fed. Cir. или C.A.F.C.) рассматривает апелляции на решения специализированных судов. Географически компетенция суда распространяется на всю территорию Соединённых штатов. Создан в 1982 году. Расположен в Вашингтоне, округ Колумбия.

#### Суды по делам о несостоятельности
94 суда по несостоятельности (банкротству) — по одному в каждом федеральном окружном суде.

#### Федеральный суд по вопросам международной торговли
Суд по внешней торговле (United States Court of International Trade; сокращения: «Int’l Trade» и «Intl. Trade»), до 1980 назывался таможенным судом США. Основан в 1926 году, расположен в городе Нью-Йорк. В нём заседает 9 федеральных судей, которые рассматривают жалобы на федеральные запреты импорта товаров, вопросы соблюдения договоров о международной торговле и другие вопросы, связанные с деятельностью правительства в области таможенных правил и международной торговли.

#### Федеральный претензионный суд
Федеральный претензионный суд (англ. United States Court of Federal Claims) рассматривает имущественные претензии к федеральному правительству. Суд первой статьи, создан актом Конгресса в 1982 году как United States Claims Court. В 1992 году переименован в Федеральный претензионный суд. Расположен в Вашингтоне, округ Колумбия в одном здании с Фед. апелляционным судом по федеральному округу — Howard T. Markey National Courts Building. Сокращение — Fed. Cl. или C.O.F.C.

### Органы, не входящие в систему судебной ветви власти

#### Суды по делам военнослужащих
Постоянно действующими судебными органами военные суды США не являются. Они созываются только по необходимости для рассмотрения конкретных дел. Созывать военный суд имеет право командование на различных уровнях – от командира роты до президента США. В США принята трехступенчатая система иерархии военных судов.

#### Апелляционный суд Соединенных Штатов по искам ветеранов
Федеральный суд, наделённый правом пересмотра решений департамента по делам ветеранов. Суд первой статьи, учреждён актом Конгресса в 1988 году.

#### Налоговый суд США
Налоговый суд США рассматривает споры, касающиеся уплаты федерального подоходного налога. Оспорить налог можно и в Федеральный районный суд и в федеральный претензионный суд, но только в порядке возмещения, тогда как в налоговый суд иск может быть подан и до уплаты оспариваемого налога. Суд первой статьи, учреждён актом Конгресса. Расположен в Вашингтоне, округ Колумбия.